# TomeRaider
TomeRaider est un logiciel de lecture de fichiers texte permettant notamment de consulter une base de données en mode hors ligne sous Windows, Palm OS ou Pocket PC. Le format se caractérise par une forte compression de données, particulièrement adaptée aux grands fichiers. Google a lancé un produit identique sous le nom de Gears.
Le programme n'est ni gratuit ni libre, mais une version d'essai est disponible. Elle comporte quelques limitations (certains articles, pris de façon aléatoire, sont cachés).